# آبادچی سفلی
آبادچی سفلی، روستایی از توابع بخش مرکزی شهرستان چادگان در استان اصفهان ایران است.

## جمعیت
این روستا در دهستان کبوترسرخ قرار دارد و براساس سرشماری مرکز آمار ایران در سال ۱۳۸۵، جمعیت آن ۴۸ نفر (۱۱خانوار) بوده‌است.